# بوكيتنغي
بوكيتنغي (بالإنجليزية: Bukittinggi)‏ هي مدينة تقع في إندونيسيا في سومطرة الغربية. يقدر عدد سكانها بـ 117,097 نسمة ومساحتها 25.24 كم2 وترتفع عن سطح البحر 930 متر.

## أعلام
- محمد حاتا
- عبد الحليم
- سليم آغوس
- يونهار إلياس